# Orthocosa sternomaculata
Orthocosa sternomaculata là một loài nhện trong họ Lycosidae.
Loài này thuộc chi Orthocosa. Orthocosa sternomaculata được Cândido Firmino de Mello-Leitão miêu tả năm 1943.